# Bupleurum nigrescens
Bupleurum nigrescens är en flockblommig växtart som beskrevs av Nasir. Bupleurum nigrescens ingår i släktet harörter, och familjen flockblommiga växter. Inga underarter finns listade i Catalogue of Life.